# Sardonismus
Sardonismus je sarkastické vyjádření cynismu, výsměchu a skeptického (též uštěpačného, zatrpklého, nuceného až křečovitého) humoru, a to prostřednictvím psaného a mluveného slova nebo i gest. Častý je u schizoidů.

## Etymologie
Sardonismus (popř. jeho adjektivum sardonický) pochází z latinského sardonicus a řeckého sardonikos – sardský úšklebek (po požití šťovíkaté rostliny Sardonia rostoucí na Sardinii).

## Ostatní užití
V lékařské terminologii se užívá pojem sardonický úsměv (risus sardonicus) pro stav stažení obličeje křečovitým napětím mimického svalstva.